# 哈傑卜省
33°41′45″N 5°22′00″W / 33.69583°N 5.36667°W
哈傑卜省（阿拉伯语：‎）是摩洛哥的省份，位於該國東北部，由非斯-梅克內斯大區負責管轄，首府設於哈傑卜，面積2,209平方公里，2014年人口247,106，人口密度每平方公里113人。